# Parc naturel de la région d'Elbląg
Le parc naturel de la région d'Elbląg (en polonais : Park Krajobrazowy Wysoczyzny Elbląskiej), est un parc naturel de Pologne, couvrant 134 km2. 